# فينلاي وود
فينلاي وود (بالإنجليزية: Finlay Wood)‏ هو لاعب كرة قدم بريطاني في مركز الوسط، ولد في القرن العشرين في نيوبورت في المملكة المتحدة. لعب مع نيوبورت كونتي.

## وصلات خارجية
- فينلاي وود على موقع Soccerbase.com (لاعب) (الإنجليزية)